# Solwezi (Distrikt)

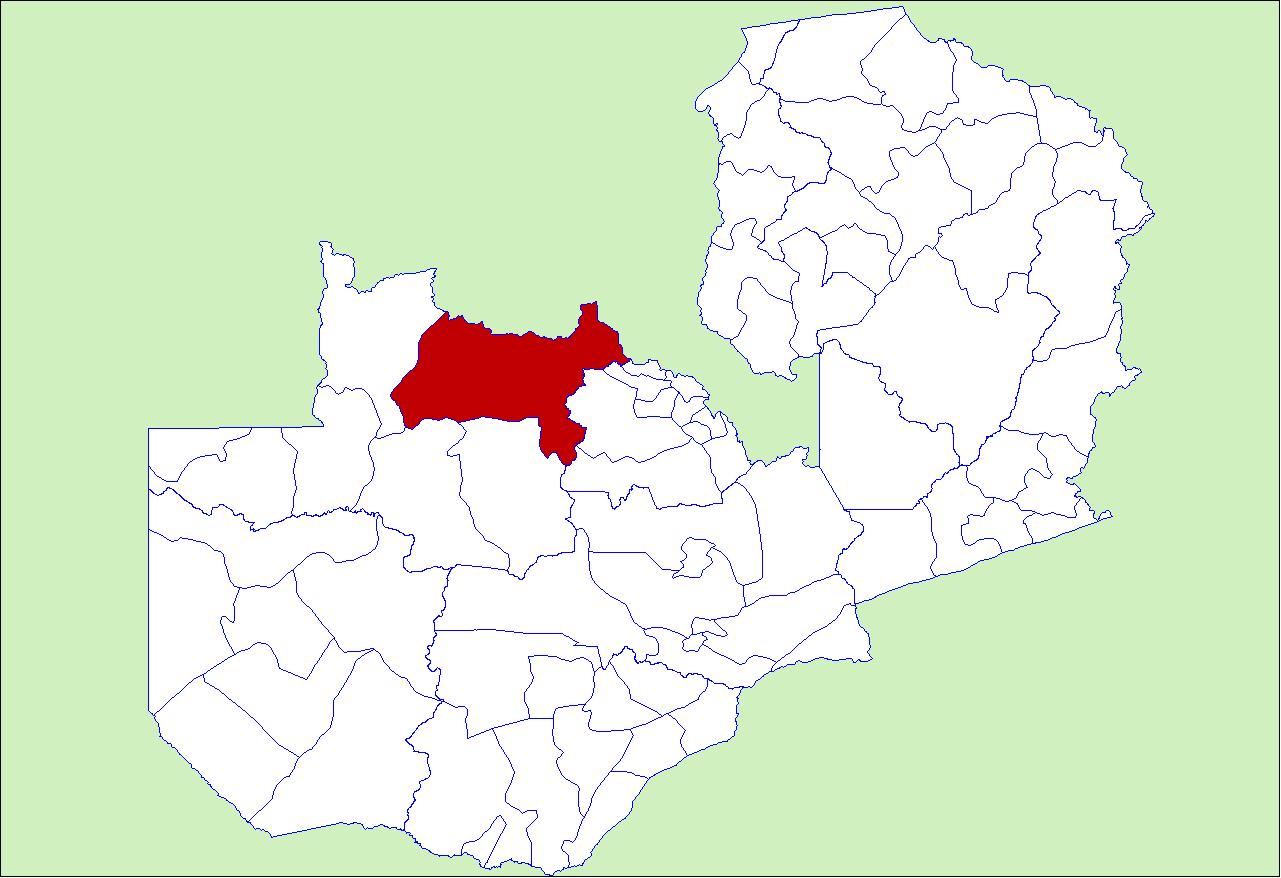
Ehemalige Ausdehnung des Distriktes bis 2016

Solwezi ist einer von elf Distrikten in der Nordwestprovinz in Sambia. Er hat eine Fläche von 3336 km² und es leben 332.623 Menschen in ihm (2022). Der Verwaltungssitz liegt in der Stadt Solwezi, die auch die Hauptstadt der Nordwestprovinz ist. Von ihm wurden 2016 die Distrikte Kalumbila und Mushindamo abgespalten.

## Geografie
Solwezi befindet sich etwa 350 Kilometer nordwestlich von Lusaka. Der Distrikt erhebt sich im Norden bis auf 1500 m und fällt nach Süden bis auf gut 1200 m ab. Die Ostgrenze bildet teils der Fluss Lunga, die Westgrenze dessen Nebenfluss Mutanda. Die Grenze zu der Demokratischen Republik Kongo entspricht der Einzugsgebietsgrenze zwischen Sambesi und Kongo.
Der Distrikt grenzt im Osten an den Distrikt Mushindamo, sowie an Lufwanyama und Mpongwe in der Provinz Copperbelt, im Westen an Kalumbila und Kasempa, und im Norden an die Provinz Haut-Katanga in der Demokratischen Republik.

## Wirtschaft
Der wichtigste Wirtschaftssektor in Solwezi ist die Kupferproduktion der Kansanshi Mining Plc. 14 Kilometer vor der Stadt in Kansanshi. Die Krise der Kupferpreise auf dem Weltmarkt in den 1990er Jahren hat hier in Infrastruktur, Arbeitsplatzangebot und Bautätigkeit bis in die 2000er Jahre tiefe Spuren hinterlassen. Subsistenzwirtschaft ist weit verbreitet.
Seit 2021 exploriert das Unternehmen Rio Tinto im Distrikt nach Kupfer.

## Infrastruktur
Durch Solwezi führt von Ost nach West die Fernstraße T5.